# گاوورکووو
گاوورکووو (به لهستانی:  Gaworkowo) یک روستا در لهستان است که در گمینا پووچن-زدروی واقع شده‌است.